# Wolfgang Meyer (Manager)
Wolfgang Meyer (* 22. Oktober 1938 in Siegburg) ist ein deutscher Bauingenieur und Funktionär im Bereich Öffentlicher Personennahverkehr.

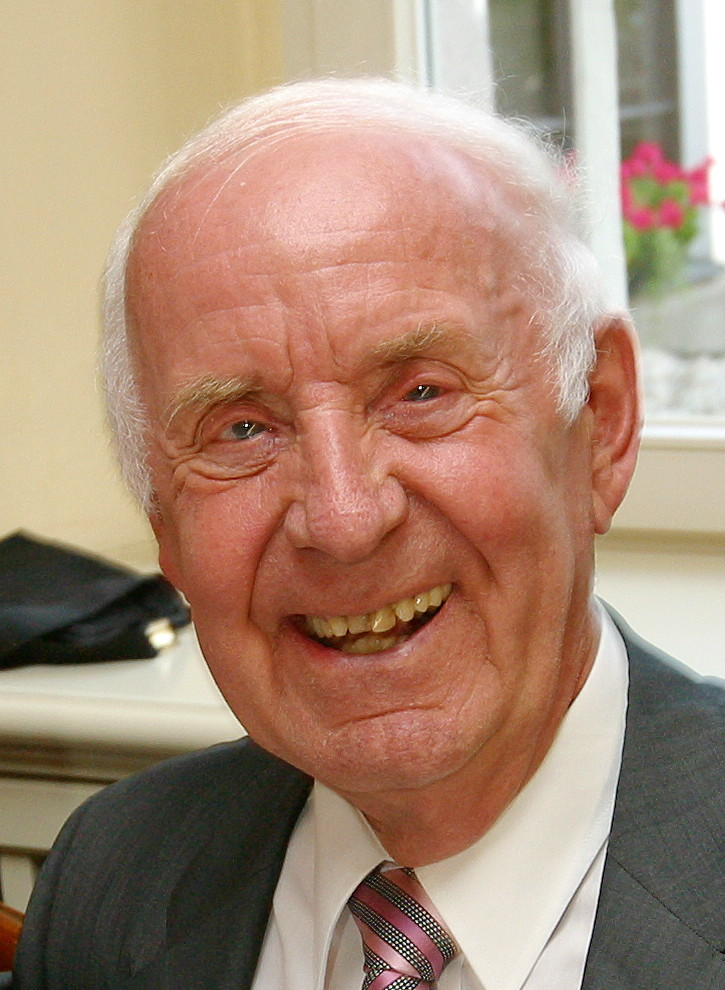
Wolfgang Meyer (2010)

## Leben
Wolfgang Meyer besuchte zunächst das Städtische Gymnasium in Gummersbach und später das Humboldtgymnasium Solingen, wo er 1958 sein Abitur ablegte. Anschließend studierte er Bauingenieurwesen mit Fachrichtung Verkehr an der Rheinisch-Westfälischen Technischen Hochschule (RWTH) Aachen (gefördert durch die Studienstiftung des deutschen Volkes) und schloss dieses Studium 1965 als Diplom-Ingenieur ab. 1973 promovierte er bei Hermann Nebelung am Verkehrswissenschaftlichen Institut der RWTH Aachen zum Dr.-Ing. mit der Dissertation Erzeugungsmodelle des Güternahverkehrs auf Straßen.

## Wirken
Die berufliche Karriere von Wolfgang Meyer hatte zunächst einen wissenschaftlichen, danach einen planerisch-technischen und schließlich unternehmerischen Hintergrund. Nach seiner Tätigkeit als wissenschaftlicher Assistent am Verkehrswissenschaftlichen Institut der RWTH Aachen, während der er zugleich als wissenschaftlicher Mitarbeiter für den „Sachverständigenrat für Umweltfragen“ tätig war, arbeitete er zunächst in der Arbeitsgruppe „Generalverkehrsplan“ im Ministerium für Wirtschaft, Mittelstand und Verkehr des Landes Nordrhein-Westfalen in Düsseldorf mit Zuständigkeit für den Eisenbahnverkehr. Anschließend wechselte er als Prokurist zu der neu gegründeten Stadtbahngesellschaft Rhein-Sieg (SRS) in Köln und wurde dann im Jahre 1977 Technischer Vorstand der Kölner Verkehrs-Betriebe AG (KVB). Diese Position hatte er 26 Jahre lang inne bis 2003.
Daneben war er in Personalunion auch Vorstand und Geschäftsführer verschiedener anderer Kölner Verkehrs- und Beratungsunternehmen. So war er von 1978 bis 1992 Vorstand und Eisenbahnbetriebsleiter (EBL) der Köln-Bonner Eisenbahnen AG (KBE), von 1986 bis 1992 Geschäftsführer der Häfen Köln GmbH (HKG) und von 1992 bis 1997 Vorstand und Eisenbahnbetriebsleiter der Häfen und Güterverkehr Köln AG (HGK). Von 1985 bis 2003 war er außerdem Geschäftsführer der Rail Consult Gesellschaft für Verkehrsberatung mbH und von 1997 bis 2003 zusätzlich Geschäftsführer der Stadtbahngesellschaft Rhein-Sieg mbH, die er aus seiner früheren Tätigkeit gut kannte.
Bei der Verkehrsverbund Rhein-Sieg GmbH (VRS) war Meyer von 1993 bis 1995 Vorsitzender des Aufsichtsrates und seit der 1995 erfolgten Umgründung von einem Unternehmensverbund in einen Kommunalverbund bis 2003 Vorsitzender des Unternehmensbeirates.
Außerdem war er von 1992 bis 1998 Vorsitzender und von 1998 bis 2003 Mitglied des Aufsichtsrates der DKS Dienstleistungsgesellschaft für Kommunikationsanlagen des Stadt- und Regionalverkehrs mbH, Köln, und von 1997 bis 2011 Mitglied des Verwaltungsrates der STUVAtec Studiengesellschaft für unterirdische Verkehrsanlagen, Köln.
Viele Jahre lang engagierte sich Meyer auch bei Verbänden des Verkehrsgewerbes in verschiedenen Funktionen. So war er von 1991 bis 1997 Vorsitzender des Verwaltungsrates Güterverkehr und Vizepräsident des Verbandes Deutscher Verkehrsunternehmen (VDV), von 1986 bis 2001 Vorsitzender des VDV-Planungsausschusses und von 1993 bis 2001 Mitglied des Internationalen Stadtbahnausschusses des Internationalen Verbandes für öffentliches Verkehrswesen (UITP). Im Jahr 2000 wurde er zunächst zum Vizepräsidenten und am 21. Mai 2001 auf dem Weltkongress in London zum Präsidenten der UITP gewählt, die ihren Hauptsitz in Brüssel hat und der weltweit etwa 3000 Mitglieder aus über 80 Ländern angehören. In dieser Funktion ist Meyer auf dem Weltkongress 2003 in Madrid für weitere zwei Jahre im Amt bestätigt worden.
Nach seinem altersbedingten Ausscheiden aus dem Vorstand der KVB Ende 2003 war er Berater bei verschiedenen Großprojekten im öffentlichen Nahverkehr. So war er u. a. von 2003 bis 2005 für die peruanische Hauptstadt Lima bei der Planung ihres städtischen Schienenverkehrsnetzes tätig, von 2004 bis 2006 für den Verkehrsminister des Großherzogtums Luxemburg als Mitglied des Planungsbeirats zur Erstellung eines regionalen Schienenverkehrskonzeptes für die Erschließung des Kirchberg-Plateaus und des Flughafens, von 2004 bis 2015 für das Unternehmen Scheidt und Bachmann GmbH bei der Fortentwicklung von kundenfreundlichen Ticketing-Systemen im öffentlichen Personennahverkehr, 2007 für die Stadt Augsburg und die Stadtwerke Augsburg als Mitglied eines Expertenteams zur Erarbeitung von Maßnahmenvorschlägen für die städtische Verkehrsplanung sowie 2009 für das Department of Transport des Emirats von Abu Dhabi bei der Planung seines zukünftigen Schienenverkehrssystems (Metro, Stadtbahn, Straßenbahn). Außerdem hielt er Gastvorlesungen an der Universität César Vallejo (UCV) in Trujillo/Peru (2003 und 2005) sowie an der University of Pennsylvania in Philadelphia, USA (2005 und 2006). und arbeitete von 2013 bis 2017 für die Stadtregierung von Moskau als Mitglied des International Transport Expert Council bei der Lösung der Probleme des rasant wachsenden Verkehrs in der russischen Hauptstadt.

## Varia
Meyer ist verheiratet, hat zwei erwachsene Kinder und lebt in Köln.
Seit 2005 ist Meyer Mitglied des Club of Rome.

## Auszeichnungen und Ehrungen
- 1974: Borchersplakette der Rheinisch-Westfälischen Technischen Hochschule Aachen
- 2000: Verdienstkreuz am Bande des Verdienstordens der Bundesrepublik Deutschland[14]
- 2002: Dr.-Friedrich-Lehner-Medaille für hervorragende Leistungen auf dem Gebiet des öffentlichen Personennahverkehrs[15]
- 2004: Honorarprofessor der Universität César Vallejo (UCV) in Trujillo/Lima, Peru[16]
- 2005: Ehrenring des Verbandes Deutscher Verkehrsunternehmen (VDV)[17]
- 2005: Ehrenpräsident des Internationalen Verbandes für öffentliches Verkehrswesen (UITP)[18]

## Schriften (Auszug)
- Stand und Aussicht des konventionellen Eisenbahnverkehrs. In: Zeitschrift des Vereins Deutscher Ingenieure (VDI-Z) 1971, Nr. 11, VDI-Verlag, Düsseldorf
- Vergleich von Verfahren zur Ermittlung der Leistungsfähigkeit binnenländischer Verkehrsmittel für die integrierte Bundesverkehrswegeplanung. In: Schriftenreihe des Verkehrswissenschaftlichen Instituts der Rheinisch-Westfälischen Technischen Hochschule Aachen, Band 12, 1971
- Beitrag zur Entwicklung von Erzeugungsmodellen des Güternahverkehrs auf Straßen. In: Veröffentlichungen des Verkehrswissenschaftlichen Instituts der Rheinisch-Westfälischen Technischen Hochschule Aachen, Band 19, 1973
- Mit Hermann Nebelung: Wege zur umweltfreundlichen Gestaltung des Individualverkehrs – Bericht über das Gutachten „Auto und Umwelt“ des Rates von Sachverständigen für Umweltfragen. In: Internationales Verkehrswesen, Frankfurt/Main, Heft 2/1974
- Die zentrale Leitstelle der Kölner Verkehrs-Betriebe AG. In: Verkehr und Technik (V+T) 1980, ISSN 0340-4536.
- Mit Wolfgang Krause: Mobile Fahrausweis-Automaten in der Bewährung - In Köln setzt sich ein neues Verkaufskonzept für Fahrausweise durch. In: Der Nahverkehr 2/1987, Düsseldorf, ISSN 0722-8287.
- Städtebauliche Integration von Haltestellen im Oberflächenverkehr. In: Der Nahverkehr 6/1990, ISSN 0722-8287.
- Stadtbahn Konya – Realisierung eines wirtschaftlichen Verkehrskonzeptes für eine türkische Großstadt. In:  Public Transport International (PTI), Heft 1/1995, Brüssel. ISSN 1016-796X.
- Mit neuen Ideen eine Zukunft für den Schienengüterverkehr – Wettbewerb als Postulat einer neuen europäischen Marktordnung des Güterverkehrs. In: Der Nahverkehr 1- 2/1996, Düsseldorf, ISSN 0722-8287.
- Mit Bruno Orschall: Kölner Niederflur-Stadtbahnwagen der Serie 4000. In: Der Nahverkehr, Heft 9/1996, Düsseldorf. ISSN 0722-8287.
- Die Eisenbahnen im VDV – Partner der DB Cargo. In: Eisenbahntechnische Rundschau (ETR) 10/1997, Darmstadt. ISSN 0013-2845
- Fahrgastsicherheit im ÖPNV – Anforderungen, Strategien und Möglichkeiten. In: Der Nahverkehr, Heft 11/1999, Düsseldorf, ISSN 0722-8287
- Chancen eines bundesweiten Standards für Chip-Fahrkarten? In: Der Nahverkehr, Heft 4/2000, Düsseldorf, ISSN 0722-8287
- Fusion wird Nahverkehr stärken - Zusammenschluß von Verkehrsunternehmen im Raum Köln/Bonn. In: Der Nahverkehr 7-8/2001, Düsseldorf, ISSN 0722-8287
- Aufbruch zu einem einheitlichen Eisenbahnsystem in Europa? Gastkommentar in: Der Nahverkehr 12/2001, Düsseldorf, ISSN 0722-8287
- L’intégration des réseaux de transport locaux, une nécessité pour le transport public. In:  Revue Générale des Chemins de Fer, Décembre 2001.
- Eine neue Fahrzeuggeneration für die Stadtbahn Köln-Bonn. Kundenwünsche, Verfügbarkeit und Wirtschaftlichkeit bestimmen das Konzept. In: Der Nahverkehr 04/2002, Düsseldorf, ISSN 0722-8287
- Multi-system trams spell customer satisfaction: the European tram project Saar-Lorraine-Luxembourg (Saar-Lor-Lux). In: Railway Technical Review (RTR), No. 2-3/2002, Darmstadt, ISSN 0079-9548
- Intelligent transport mode meets worldwide success. In: Railway Gazette -Metro Report 2002. Reed Business Information, Sutton, UK. ISBN 0-617-01298-9.
- The European tram Saar-Lor-Lux project. In: Public Transport International (PTI), Brüssel, 03/2003. ISSN 1016-796X
- From public transport to integrated mobility. In: Urban Transport International, Paris, Nr. 46, März/April 2003. ISSN 1268-2241
- Integrating Urban Public Transport Systems. In: German-Chinese Business Forum, 4/2003. GIC German Industry and Commerce, Shanghai
- Elektrische Bahnen sichern die Mobilität in der Zukunft. In: eb – Elektrische Bahnen, 101 (2003), Heft 6. ISSN 0013-5437
- Transporte público urbano en América Latina. In: Made in Germany, Magazin der Camera de Commercio e Industria Peruano-Alemania, Edición Especial 9-12, 2003
- The challenge of seamless mobility. In: Railway Gazette – Metro Report 2003, Sutton, UK. ISBN 0-617-01018-8
- Keep eastern light rail systems open. In: Eurotransport 2/2004, Hogtrough Hill, Kent, UK, ISSN 1478-8217
- Integrating Urban Public Transportation Modalities. In: Urban Mass Transit, 2004 (Vol. 7), No. 3. Chengshi Guidao Jiaotong Yanjiu, Shanghai. ISSN 1007-869X
- Lebensqualität, Prosperität und Innovation – nachhaltige Wirkungen eines leistungsfähigen öffentlichen Nahverkehrs auf Städte und Regionen. In: Verkehr und Technik (V+T), Heft 11/2004
- From vision to action: public transport in 2020. In: Le Rail, Paris, Heft 3/2005
- Öffentlicher Nahverkehr 2020 – Von der Vision zur Aktion. In: Nahverkehrspraxis, Heft 6/2005
- Innovative Bussysteme zur Sicherung urbaner Mobilität – Ein weltweiter Überblick über Entwicklungen und Perspektiven. In: Stadtverkehr, Heft 2/2006.
- Verkehr heizt Klimawandel an – Herausforderung für den ÖPNV. In: Nahverkehrs-Praxis, Heft 4/2007
- The Transport Overshoot. In: change-the-course.org. Abgerufen am 16. April 2012